# 宗教与教派大学

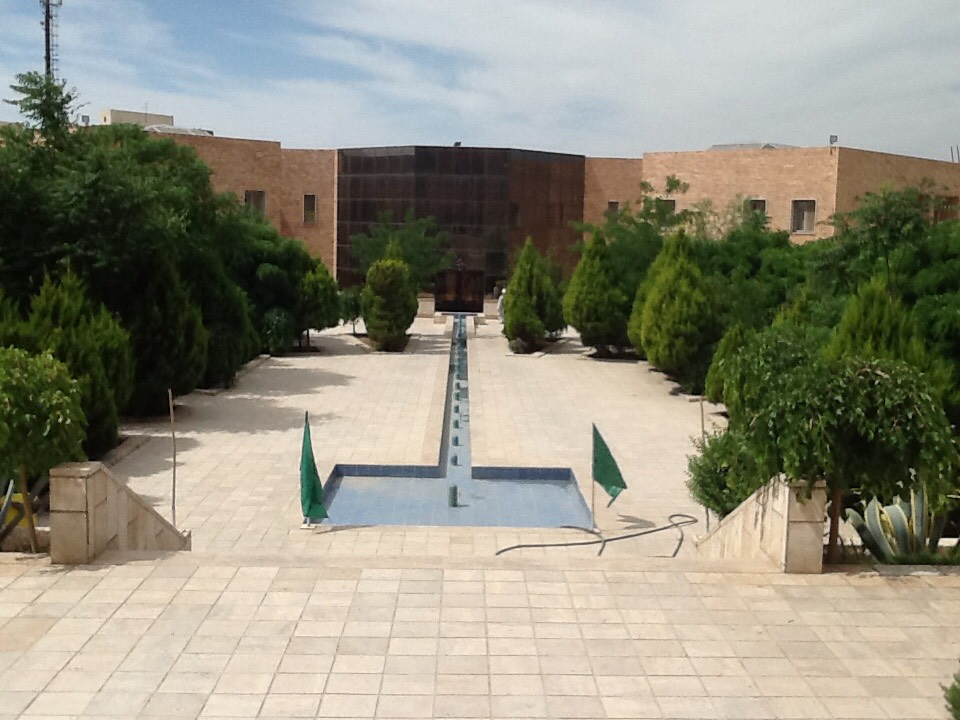
宗教与教派大学校园

宗教与教派大学（波斯語：‎）是位于伊朗库姆的一所教学和研究中心。它侧重于宗教和伊斯兰教派的研究。
该大学的校长是赛义德·阿布·哈桑·纳瓦布，他也是该大学的创始成员之一。该大学也是伊斯兰神学院的成员。

## 历史
1995年一群来自库姆、关心宗教和文化的学者决定发起一场研究各种宗教和其他伊斯兰教派的运动。这导致了一个研究所的成立，后来成为宗教和教派大学。该大学成为伊朗第一所宗教和教派领域的专业大学。
该研究所的活动由一群来自库姆伊斯兰神学院的学者在一座小建筑中开始。起初，有一个特殊的四年制学术课程，涉及三个领域：亚伯拉罕宗教、非亚伯拉罕宗教和伊斯兰教派。在学习期间，学生们还学习了英语、梵语和希伯来语。大约十年后成一所大学。